# 樊希安
樊希安（1955年3月—），男，河南温县人，中华人民共和国作家，曾任吉林人民出版社总编辑、吉林省新闻出版局副局长，现任三联书店总经理、三联书店党委书记、三联书店编审、国务院参事。